# 拉谢兹日罗
拉谢兹日罗（法語：La Chaize-Giraud，法語發音：[la ʃɛz ʒiʁo]；普瓦图方言：La Chàese-Jhiràud）是法国卢瓦尔河地区大区旺代省的一个市镇，属于莱萨布勒多洛讷区。

## 地理
拉谢兹日罗（46°38'53"N, 1°49'1"W）面积2.71 平方千米，位于法国卢瓦尔河地区大区旺代省，该省份为法国西部沿海省份，北起大西洋卢瓦尔省和曼恩-卢瓦尔省，西临大西洋，南至滨海夏朗德省，东部及东南部与德塞夫勒省接壤。
与拉谢兹日罗接壤的市镇（或旧市镇、城区）包括：滨海布雷姆、维河畔莱吉永、滨海布雷蒂尼奥勒、朗德维埃耶。
拉谢兹日罗的时区为UTC+01:00、UTC+02:00（夏令时）。

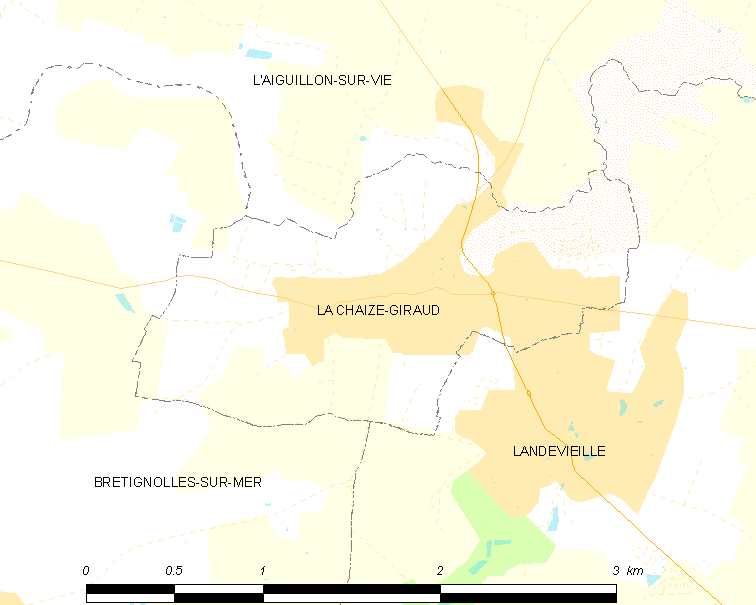
拉谢兹日罗的OSM定位图

## 行政
拉谢兹日罗的邮政编码为85220，INSEE市镇编码为85045。

## 政治
拉谢兹日罗所属的省级选区为圣伊莱尔德里耶县。

## 人口

1962-2008年间拉谢兹日罗人口变化图示

拉谢兹日罗于2022年1月1日时的人口数量为1103人。